# Kis József (orvos)
Kis József (Miskolc, 1765. április 24. – Trieszt, 1830. április 28.) orvosdoktor.

## Élete
Miután iskoláit elvégezte, Pesten 1790-ben orvosdoktorrá avatták. A szép tehetségű ifjú Széchényi Ferenc gróf figyelmét magára vonta, aki őt azon év október 1-jén udvari orvosává tette. Mint a grófi háznak nagyrabecsült barátja 34 évig szolgálta uraságát; míg végre 1824-ben a gróf hitvese is követvén férjét a halálba, Kis is, miután a gyakori tüdőgyulladások és májbetegsége végső éveiben igen meggyengítették erejét, gyengült egészségének enyhítése céljából Bécsből melegebb tartományba kívánkozva, egyik veje mellé Triesztbe tette át lakását, ahol 1830-ban meghalt. Kis a latin, magyar és német nyelven kívül beszélt franciául és szlovákul.

## Munkái
- Az érvágónak pathologiája, melyet a magyar borbélyoknak hasznokra írt. Bécs, 1791.
- Egészséget tárgyazó katechismus, vagyis kérdésekben és feleletekben foglalt oktatás. A köznépnek és az oskolába járó gyermekeknek számára, hogy tudhassák egészségjeket becsülni és őrizni. Sopron, 1794. (2. megbővített kiadás, Uo. 1896. Az első kiadásból kivonat jelent meg Kolozsvárt 1797-ben.)
- Emlékeztetés a himlő-beoltásnak hasznára, az önnön magzatjokat igazán szerető szülőknek vigasztalására. Sopron, 1799. (Németül. Uo. 1799.)
- Magyar! Légy igaz magyar. Láss tovább. Becsüld nyelvedet. Pest, 1870. (Névtelenül. Mátray Gábornak a Magyar Nemzeti Múzeumi könyvtár példányába írt följegyzése szerint szerzője K.)
- De productione sacchari ex succo aceris. In monarchia Austriaca experimentum institutum... Ex germanico traductum. Sopronii, 1711. (Névtelenül. Böhringer Károly munkája.)
- A Fertő tavának geographiai, historiai és természeti leírása 1797-ben. Pest, 1816. (Rumy. Monumenta Hungarica I. 229-424. l.)
- A Fertő tava vizének és orvosi tulajdonságainak fürdő gyanánt leírása. Uo. 1816. (Rumy, Monumenta Hungarica II. 191-287. l.)